# Pennilabium
Pennilabium – rodzaj roślin z rodziny storczykowatych (Orchidaceae). Obejmuje 18 gatunków. Są to rośliny epifityczne rosnące w lasach górskich na wysokościach 200–1500 m w południowo-wschodniej Azji w takich krajach i regionach jak: Asam, Borneo, Kambodża, południowo-centralne Chiny, wschodnie Himalaje, Jawa, Malezja, Filipiny, Celebes, Sumatra, Tajlandia, Wietnam.

## Morfologia
PokrójRośliny zielne o łodygach ulistnionych.
LiścieLiście nieliczne, skupione, językowate lub równowąsko-eliptyczne, często skręcone u nasady, na szczycie asymetrycznie wycięte, mięsiste, o długości do 11 cm i szerokości do 3 cm.
KwiatyKwiatostan boczny, wyrastający u nasady pochwy liściowej, groniasty, o długości 3–8 cm, z jednym lub dwoma rzędami kwiatami otwierających się sukcesywnie. Kwiaty pozostają otwarte  przez dzień lub dwa, są białe, kremowe, żółte lub pomarańczowe. Listki obu okółków okwiatu są podobnej długości – osiągają 1–2 cm, czasem są ząbkowane na brzegu. Warżka jest trójklapowa, sztywno umocowana do nasady prętosłupa, z ostrogą. Prętosłup spłaszczony, bez stopy, z dwoma prawie kulistymi, całobrzegimi pyłkowinami, z szerokim, zwykle łopatkowatym uczepkiem. Znamię okrywa niemal całą przednią część prętosłupa.

## Systematyka
Rodzaj sklasyfikowany do podplemienia Aeridinae w plemieniu Vandeae, podrodzina epidendronowe (Epidendroideae), rodzina storczykowate (Orchidaceae), rząd szparagowce (Asparagales) w obrębie roślin jednoliściennych.
Wykaz gatunków
- Pennilabium acuminatum (Ridl.) Holttum
- Pennilabium angraecoides (Schltr.) J.J.Sm.
- Pennilabium angraecum (Ridl.) J.J.Sm.
- Pennilabium armanii P.O'Byrne, Phoon & P.T.Ong
- Pennilabium aurantiacum J.J.Sm.
- Pennilabium confusum (Ames)Garay
- Pennilabium hewittii (Ames) Schuit.
- Pennilabium kidmancoxii J.J.Wood
- Pennilabium labanyaeanum C.Deori, Odyuo & A.A.Mao
- Pennilabium lampongense J.J.Sm.
- Pennilabium lohokii (J.J.Wood & A.L.Lamb) R.Rice
- Pennilabium longicaule J.J.Sm.
- Pennilabium luzonense (Ames) Garay
- Pennilabium naja P.O'Byrne
- Pennilabium poringense(J.J.Wood & A.L.Lamb) Schuit.
- Pennilabium proboscideum A.S.Rao & J.Joseph
- Pennilabium struthio Carr
- Pennilabium yunnanenseS.C.Chen & Y.B.Luo